# Seznam ruskih arhitektov
To je seznam ruskih arhitektov in graditeljev

## A
- Andrej Adamovič in Dana Matkovskaja
- Svetozar Andrejev
- Arončik (arhitekt spomenika Rdeči armadi v Murski Soboti)

## B
- Gavril Baranovski (1860 – 1920)
- Pjotr Baranovski (1892 – 1984) (mdr. rešil pred uničenjem cerkev Vasilija Blaženega)
- Ivan Jakovljevič Barma ("Postnik Jakovljev") (16. stoletje)
- Vasily Baumgarten (1879 – 1962) (rusko-jugoslovanski)
- Vasilij Baženov (1737 – 1799)
- Nikolaj Beleljubski (1845 – 1922)
- Jakov Belopoljski (1916 – 1993)
- Leon Benois/Leontij Benuá (1856 – 1928)
- Nikolaj Benois/Benuá (1813 – 1898)
- Boris Bernaskoni (* 1977)
- Karl Blank (1728 – 1793)
- Ilja Bondarenko (1867/70 – 1947)
- Francesco Boffo (1796 – 1867) (sardinsko-italijansko-švicarsko-ruski)
- Foma Bogdanovič-Dvorecki (Tomasz Bohdanowicz-Dworzecki) (1859 – 1920)
- Osip Bové (Joseph Jean-Baptiste Charles de Beauvais) (1784 – 1834)
- Pjotr Bragovski
- Jana Petrovna Bragovskaja (* 1986)
- Vincenzo Brenna (1747 – 1820)
- Aleksander Brjulov (1798 – 1877)
- V. A. Butuzov

## C
- Charles Cameron (1745 – 1812)
- Francesco Camporesi (1747 – 1831)
- Alberto Cavos (Albert Kavos) (1800 – 1863)
- Zurab Cereteli (* 1934)
- Serge Ivan Chermayeff (pravo ime Sergej Ivanovič Issakovič) (1900 – 1996) (rusko-britanski)

## Č
- Dmitrij Čečulin (1901 – 1981)
- Sergej Černišov (1881 – 1963)
- Sergej Ėnverovič Čoban (* 1962)

## D
- Georgij Danelija (1930 – 2019)
- Aleksej Duškin (1904 – 1977)

## E
- Mihail Eisenstein /Ejzenštejn (1867 – 1920)
- Semjon Ejbušic (1851 – 1898)

## F
- Jurij Felten (Georg Friedrich Veldten) (1730–1801)
- Ridolfo "Aristotele" Fioravanti (1415/20 – 1486?)
- Ignatij Ivanovič Fomin (1904 – 1989)
- Ivan Fomin (1872 – 1936)
- Aleviz Frjazin Milanec (15./16.stol.)
- Aleviz Novi / Aleviz Frjazin (15./16. stol.)
- Marco Ruffo (Fryazin) (15. stol.)
- Petrok Mali (Frjazin) (? -– 1539~)
- Pjotr Ivanovič Fursov (1798 – 184#)

## G
- Vladimir Gel'frejh/Helfreich (1885 – 1967)
- Mojsej Ginzburg (1892 – 1946)
- Domenico Gilardi /Žilardi (1785 – 1845)
- Ilja Golosov (1883 – 1945)
- Pantelejmon Golosov (1882 – 1945)
- Sergej Mihajlovič Gončarov (1862 – 1935)
- Sergej Nikolajevič Gončarov (1843 – 1907) ?
- Aleksej Gornostajev (1808 – 1862)
- Fjodor Gornostajev (1867 – 1915)
- Ivan Gornostajev (1821 – 1874)
- Jurij Grigorjan (* 1965)
- Afanasij Grigorjev (1782 – 1868)
- Ivan Grigorovič-Barsky (1713 – 1785)
- David Grimm (1823 – 1898)
- Vladimir Gudkov

## H
- Karo Halabjan (1897 – 1959) (Каро Семёнович Алабян/Կարո Հալաբյան)
- Viktor Hartmann (Gartman) (1834 – 1873)
- Villiam Hastie/Heste (Vasilij Geste) (1753 – 1832)
- Vladimir Helfreich/Gel'frejh (1885 – 1967)

## I
- Boris Mihajlovič Iofan/Jofan (1891 – 1976)
- Aleksander Vasiljevič Ivanov (1845 – ?)
- Illarion Ivanov-Schitz/Šic (1865 – 1937)

## J
- Nikita Javejn (* 1954)

## K
- Valentin Aleksandrovič Kamenski (1907 – 1975)
- Aleksander Kaminski (1829 – 1897)
- Josif Karakis (1902 – 1988)
- Matvej Kazakov (1738 – 1812)
- Lev Kekušev (1862 – po 1916?)
- Vladislav Kirpičov/Kirpichev (* 1948)
- Roman Klejn (Robert Julius Klein) (1858 – 1924)
- Vasilij Kljukin ?
- Constantin Kluge (1912 – 2003)  (rusko-francoski)
- Aleksandr Kokorinov (1726 – 1772)
- Nikolaj D. Kolli (1892 – 1966)
- Fjodor Saveljevič Kon (deloval med 1585~1600)
- Vladimir Korol (1912 – 1980) (Belorus)
- V. D. Krasilnikov
- Vladimir Krinski (1890 – 1971)
- Georgij Krutikov (1899 – 1958)
- Aleksandr Kudrjavcev
- Aleksandr Kuzmin (* 1951)
- Ivan S. Kuznjecov (1867 – 1942)
- Sergej Kuznjecov (* 1977)
- Andrej Kvasov (1720? – 1770?)

## L
- Nikolaj Ladovski (1881 – 1941)
- Nikolaj Lanceray/Lansere (1879 – 1942)
- Georgij Lavrov (1896 – 1967)
- Nikita Lazarev (1866 – 1932)
- Ivan Iljič Leonidov (1902 – 1959)
- Dmitrij Likin in Oleg Šapiro (oba* 1966)
- El Lisicki (Lazar Markovič Lissicki) (1890 – 1941)
- Artur Lolejt (1868 – 1933)
- Berthold Lubetkin (1901 – 1990) (rusko-angleški)

## M
- Volta Malenkova (1924 – 2010)
- Nikolaj Markovnikov (1869 –  1942)
- Ivan Maškov (1867 – 1945)
- Georg Johann Mattarnovi (? – 1779)
- Konstantin Meljnikov (1890 – 1974)
- Adam Menelaws /Menelas (1748/56? – 1831)
- Miron Meržanov (1895 – 1975) Меран Оганесович Мержанянц
- Maximilian Messmacher (1842 – 1906)
- Ivan Mičurin (1700 – 1763)
- Ašot Mndojanc (1910 – 1966)
- Ippolit Monighetti (1819 – 1878)
- Auguste de Montferrand (1786 – 1858)
- Arkadij Mordvinov (1896 – 1964)
- Nasreddin Murat-Khan (1904 – 1970)

## N
- Nikolaj Nikitin (1907 – 1973)
- Ivan Nikolajev (1901 – 1979)

## O
- Mihail Ohitovič (1896 – 1937) (sociolog, teoretik arhitekture)
- Vjačeslav Oltarževski (1880 – 1966)
- Pjotr Oranski
- Georgij Orlov (1901 – 1985)

## P
- Alfred Parland (1842 – 1919)
- Jevgenij Paton (1870 – 1953) (inženir, mdr. mostovi)
- Marian Peretjatkovič (1872 – 1916)
- Jurij P. Platonov (* 1929)
- P. P. Pokriškin (1870 – 1921) (restavrator, zgodovinar arhitekture)
- Igor Pokrovski (1926 – 2002)
- Vladimir Aleksandrovič Pokrovski (1871 – 1931?)
- Anatolij Poljanski (1928 – 1993)
- Aleksandr Pomerancev (1849 – 1918)
- Mihail Posohin (1910 – 1989)
- Postnik Jakovljev (Ivan Jakovjevič Barma; 16. stoletje)
- Mihail Preobraženski (1854 – 1930)
- Lavr Proskourjakov (1858 – 1926)

## Q
- Giacomo Quarenghi (Džakomo Kvarengi) (1744 – 1817)

## R
- Suhrab Radžabov ?
- Carlo Bartolomeo Rastrelli (1675 – 1744)
- Francesco Bartolomeo Rastrelli (1700 – 1771)
- Ivan Rerberg (1869 – 1932)
- Jevgenij Ribicki
- Antonio Rinaldi (1709 – 1794)
- Aleksandr Ročegov (1917 – 1998)
- Ivan P. Ropet (pravo ime Ivan N. Petrov) (1845 – 1908)
- Carlo di Giovanni Rossi (1775 – 1849)
- Lev Rudnev (1885 – 1956)

## S
- Gazaros Sarkisjan (armensko-gruz.?)
- Xavier Schoellkopf (1869 – 1911)
- Vladimir Osipovič Sherwood /Šervud (1832 – 1897)
- Vladimir Vladimirovič Sherwood /Šervud (1867 – 1930)
- V. Simbircev
- Sergej Skuratov (* 1955)
- Afanasij Georgijovič Slastion (Slastionov) (1854 – 1933) (Ukrajinec)
- Vladimir Nikolajevič Smirnov (1881 – ??)
- Andrej Stackenschneider (1802 – 1865)
- Jevgenij Stamo (1912 – 1987)
- Ivan Starov (1745 – 1808)
- Vasilij Stasov (1769 – 1848)
- Aleksander Vladimirovič Stepanov (1927 – 2017)
- Joseph Sunlight (1889 – 1978) (belorusko-angleški)
- Segej Surovcev
- Pavel Suzor (1844 – 1919)

## Š
- Vladimir Ščuko (1878 – 1939)
- Aleksej Ščusev (1873 – 1949)
- Fjodor Šehtel (Franz Schechtel / Franc Šehtel) (1859 – 1926)
- O. K. Širjajeva (1911 – 2000) (hči Ja. B. Zeldoviča)
- Jurij Nikolajevič Šreter (emigrant v Jugoslaviji med vojnama)
- Pavel Šteller (1910 – 1977)
- Vladimir Šuhov (1853 – 1939)
- Nikolaj Šumakov (* 1954)
- Dmitrij Švidkovski (* 1959)

## T
- Vladimir Tatlin (1885 – 1956)
- Konstantin V. Terski (1851 – 1905)
- Jean-François Thomas de Thomon (1760 – 1813)
- BI Thor
- Konstantin Ton (Thon) (1794 – 1881)

## U
- Dmitrij Uhtomski (1719 – 1774)

## V
- Aleksandr Vesnin (1883 – 1959)
- Leonid Vesnin (1880 – 1933)
- Viktor Vesnin (1882 – 1950)
- Aleksander Vinogradov
- Andrej Voronihin (1760 – 1814)

## Z
- Andrejan Zaharov (1761 – 1811)

## Ž
- Ivan Žoltovski (1867 – 1959)